# Hostín u Vojkovic
Hostín u Vojkovic é uma comuna checa localizada na região da Boêmia Central, distrito de Mělník.